# Intensity
Intensity är ett svenskt hardcoreband. Bandet är influerat av andra hardcoreakter som Minor Threat, Deep Wound, Infest och Siege.
Gruppens första skivmedverkan var med låtarna "Civilization" och "Ignorance" på samlingen This Is Bad Taste (Bad Taste Records 1996. Debutalbumet Bought and Sold utgavs på Bad Taste Records i november i samma år. Albumet följdes av singeln Battered Soul (Putrid Filth Conspiracy 1997) innan grupps andra studioalbum, Wash Off the Lies gavs ut i april 1998, även det på Bad Taste Records. Ytterligare en 7"-singel följde, 1999 års Virtue of Progess (Six Weeks Records), följt av bandets tredje studioalbum The Ruins of Our Future (Bad Taste Records, 2001).
Efter The Ruins of Our Fute släppte bandet flera 7"-singlar: The Center of Universal Truths Is Dying (split med Antichrist, Trująca Fala/Instigate RecordsLagart Factory Loblin 2003), Ruttna bort (Putrid Filth Conspiracy, Kick N' Punch Records, Instigate Records, Too Circle Records 2004 samt Intensity/E150 (split med E150, Thought Crime Records 2004.

## Medlemmar
- Tommas Svendsen
- Mattias Blixtberg
- Christoffer Lind
- Rodrigo Alfaro
- Andy Dahlström

## Diskografi

### Album
- 1996 - Bought and Sold
- 1998 - Wash Off the Lies
- 2001 - The Ruins of Our Future

### 7"
- 1997 - Battered Soul
- 1999 - Virtue of Progess
- 2003 - The Center of Universal Truths Is Dying (split med Antichrist)
- 2004 - Ruttna bort
- 2004 - Intensity/E150 (split med E150)

### Samlingsalbum
- 2001 - The Ruins of Our Future + Virtue of Progress (Trująca Fala, kassett)

### Fotnoter
1. ↑  ”Intensity”. Myspace. http://www.myspace.com/intensityhc. Läst 8 januari 2012.
2. ↑  ”This Is Bad Taste”. Discogs.com. http://www.discogs.com/Various-This-Is-Bad-Taste-The-Ultimate-Punkparty/release/1459514. Läst 8 januari 2012.
3. 1 2  ”Intensity”. Discogs.com. http://www.discogs.com/artist/Intensity+%285%29#t=Releases_All&q=&p=1. Läst 8 januari 2012.